# Абсолютная звёздная величина
Абсолютная звёздная величина — физическая величина, характеризующая блеск астрономического объекта для наблюдателя, находящегося на некотором стандартном расстоянии от объекта. Использование абсолютной звёздной величины позволяет сравнивать действительную, а не наблюдаемую светимость объектов. Для разных типов объектов используются разные определения абсолютной величины, но, как правило, все они связаны с видимой звёздной величиной.

## Абсолютная звёздная величина для звёзд
Абсолютная звёздная величина (M) для звёзд определяется как видимая звёздная величина объекта, если бы он был расположен на расстоянии 10 парсек от наблюдателя и не испытывал бы ни межзвёздного, ни атмосферного поглощения. Абсолютная визуальная звёздная величина Солнца (в диапазоне V) равна +4,8m, абсолютная болометрическая (во всех длинах волн) — +4,7m. Разность между вторым и первым значением для одного объекта называется болометрической поправкой и она всегда отрицательна.
Галактики, некоторые звёздные скопления и туманности имеют размеры больше 10 парсек, поэтому для них абсолютная звёздная величина измеряется немного другим образом: они рассматриваются как точечный объект со светимостью, равной полной светимости всей галактики, скопления или туманности, и уже для такого объекта обычным образом измеряется абсолютная звёздная величина. Так, например, Галактика Андромеды имеет абсолютную звёздную величину −20,5m.
Из определения, если известна видимая звёздная величина {\displaystyle m} и расстояние до объекта {\displaystyle d}, можно вычислить абсолютную звёздную величину по формуле:
{\displaystyle M=m-5\lg {\frac {d}{d_{0}}},}
где {\displaystyle d_{0}} = 10 пк ≈ 32,616 световых лет. Этой формуле эквивалентны {\displaystyle M=m+5-5\lg r} и {\displaystyle M=m+5+5\lg \pi \prime \prime }, где {\displaystyle r} и {\displaystyle \pi \prime \prime } — расстояние до звезды в парсеках и годичный параллакс в секундах соответственно.
Соответственно, если известны видимая и абсолютная звёздные величины, можно вычислить расстояние по формуле:
{\displaystyle d=d_{0}10^{\frac {m-M}{5}}.}
Разность между видимой и абсолютной звёздными величинами называется модулем расстояния, причём, если видимая величина приведена с поправкой на поглощение — модуль расстояния называется истинным, а если без поправки — видимым.
Наконец, абсолютная звёздная величина связана со светимостью следующим соотношением:
{\displaystyle \lg {\frac {L}{L_{\odot }}}=0,4(M_{\odot }-M),}
где {\displaystyle L_{\odot }} и {\displaystyle M_{\odot }} — светимость и абсолютная звёздная величина Солнца.

## Абсолютная звёздная величина для тел Солнечной системы
Для объектов Солнечной системы (планет, астероидов и комет) используется другая версия абсолютной звёздной величины, обозначаемая H, так как они не имеют собственной светимости, а лишь отражают свет Солнца. Для них абсолютная величина принимается равной видимой величине, которую они имели бы на расстоянии 1 а.е. от Солнца и от наблюдателя, причём наблюдатель должен видеть полную фазу объекта (такая конфигурация возможна лишь в том случае, когда наблюдатель находится в центре Солнца).
Абсолютная звёздная величина объекта зависит от его размеров и от альбедо. Пусть H — абсолютная звёздная величина объекта, p — его геометрическое альбедо, а D — его диаметр в километрах. Эти величины связаны следующим образом:
{\displaystyle H=-5\lg {\frac {D{\sqrt {p}}}{1329}}}.
Величина H, в свою очередь, вычисляется из видимой звёздной величины планеты/астероида. Геометрическое альбедо обычно определяется из физических соображений, однако в любом случае большинство астероидов имеют альбедо в пределах 0,05–0,25.
Используются также расчётные таблицы для тел с различными альбедо.

## Абсолютная звёздная величина метеоров
Наблюдения метеоров проводятся одновременно в разных точках поверхности Земли. К каждому наблюдателю свет от метеора проходит разное расстояние и испытывает разное поглощение в атмосфере: чем ближе метеор к горизонту, тем большую толщу атмосферы он просвечивает и тем меньше будет его блеск. Типичная высота загорания метеоров — 100 км. Поэтому в метеорной астрономии принято другое определение абсолютной звёздной величины: абсолютной называется та звёздная величина метеора M, которую он имел бы, наблюдаясь в зените на расстоянии 100 км.
{\displaystyle M=m-5\lg {R}-K,}
где K — поправка на поглощение в атмосфере (редукция к зениту), R — расстояние до метеора, m — его видимая звёздная величина.